# Шин (виадук)
Железнодорожный виадук Шин (также известный как виадук Инвершин или виадук Ойкель) — это железнодорожный виадук, пересекающий реку Кайл-оф-Сазерленд. Является частью линии Фар-Норт-Лайн, соединяющей Инвернесс с Уиком и Терсо. Станция Инвершин находится у северо-восточного конца виадука, а станция Кулрейн — недалеко от южного конца.

## История
Виадук построен для Sutherland Railway инженерами Джозефом Митчеллом и Мердоком Патерсоном.
Движение по дороге и виадуку началось 13 апреля 1868 года.

## Конструкция
Виадук имеет над рекой один пролёт длиной 70 м, что на 6 м длиннее, чем пролёт виадука Далгиз, построенного Митчеллом за четыре года до этого. Рельсы проложены по верхней части ферменной конструкции. Подъездные пути выполнены в виде полукруглых каменных арок: двух — с южной стороны и трёх — с северной.
В 2000 году у северной стороны виадука обустроен пешеходный настил. Дорога через виадук является частью Национального велосипедного маршрута № 1.